# Pólko (powiat lubelski)
Pólko – kolonia w Polsce położona w województwie lubelskim, w powiecie lubelskim, w gminie Niemce.
W latach 1975–1998 miejscowość należała administracyjnie do województwa lubelskiego.
Miejscowość stanowi sołectwo gminy Niemce. Według Narodowego Spisu Powszechnego z roku 2011 wieś liczyła 335 mieszkańców.